# Hans Birger Hammar (1894–1960)
Hans Birger Hammar, född 25 november 1894 i Ängelholms församling i dåvarande Kristianstads län, död 2 oktober 1960 i Sankt Görans församling i Stockholm, var en svensk ämbetsman verksam i Ecklesiastikdepartementet samt utredare.
Hammar var den fjärde generationen med samma för- och efternamn, av vilka farfadern Hans Birger Hammar den äldre och fadern Hans Birger Hammar den yngre båda var präster. Modern hette Maria Magnét. Hans bror Martin Hammar var rådman i Göteborg medan systrar var gifta med Claes Gejrot, Efraim Briem och Emanuel Lundh. Förre ärkebiskopen K.G. Hammar är ett kusinbarn.
Han avlade studentexamen redan vid 16 års ålder 1911. Efter studier vid Lunds universitet blev han filosofie kandidat och teologie kandidat. Han var kurator vid Helsingborgs-Landskrona nation under tre år. 1919 kom han till Ecklesiastikdepartementet där han så småningom blev förste kanslisekreterare. Han användes flitigt till olika utredningsarbeten åt departementet, men också åt riksdagen och kyrkomötet. 1959 pensionerades han.
Hans Birger Hammar var 1934 till 1940  gift med Eva Thorné (1910–2003) och fick en son: juristen Hans Hammar (1936–2024).
Han är begravd i en släktgrav på Ängelholms kyrkogård i Skåne.